# Desmognathus marmoratus
Desmognathus marmoratus är en groddjursart som först beskrevs av Moore 1899.  Desmognathus marmoratus ingår i släktet Desmognathus och familjen lunglösa salamandrar. IUCN kategoriserar arten globalt som livskraftig. Inga underarter finns listade i Catalogue of Life.